# Doppeloperatorintegral
Doppeloperatorintegrale (DOI, englisch Double Operator Integrals) sind in der Funktionalanalysis und der Störungstheorie Integrale der Form
{\displaystyle \operatorname {Q} _{\varphi }:=\int _{N}\int _{M}\varphi (x,y)\mathrm {d} E(x)\operatorname {T} \mathrm {d} F(y),}
wobei {\displaystyle \operatorname {T} :G\to H} ein beschränkter linearer Operator zwischen zwei separablen Hilberträumen ist, 
{\displaystyle E:(N,{\mathcal {A}})\to P(H),}
{\displaystyle F:(M,{\mathcal {B}})\to P(G)}
zwei Spektralmaße sind, wobei {\displaystyle P(H)} hier für die Menge der orthogonalen Projektionen über {\displaystyle H} steht, und {\displaystyle \varphi } eine messbare skalarwertige Funktion ist, welche Symbol des DOI genannt wird. Die Integrale sind hier in Form von Stieltjes-Integralen zu verstehen.
DOI tauchten das erste Mal 1956 in einer Arbeit von Yuri L. Daletskii und Selim G. Krein auf, welche
zwei selbstadjungierte Operatoren {\displaystyle A} und {\displaystyle K} auf Hilberträumen untersuchten (wobei {\displaystyle K} die Perturbation von {\displaystyle A} ist) und die Ableitung für bestimmte operatorwertige Funktionen
{\displaystyle t\mapsto f(A+tK),\quad f:\mathbb {R} \to \mathbb {C} }
in folgender Form
{\displaystyle {\frac {\mathrm {d} }{\mathrm {d} t}}\left(f(A+tK)\right){\bigr \vert }_{t=0}=\int _{\mathbb {R} }\int _{\mathbb {R} }{\frac {f(x)-f(y)}{x-y}}\mathrm {d} E_{A}(x)K\mathrm {d} E_{A}(y)}
fanden, wobei hier {\displaystyle E_{A}(\cdot )} das Spektralmaß von {\displaystyle A} ist.
Die Theorie der Doppeloperatorintegrale wurde im Wesentlichen von Michail Schljomowitsch Birman und Mikhail Zakharovich Solomyak in den späten 1960ern und 1970ern entwickelt. DOI können verwendet werden, um Normen von Operatoren-Differenzen
{\displaystyle \|f(A)-f(B)\|}
für operator-lipschitzstetige Funktionen {\displaystyle f} abzuschätzen und sind dadurch wichtig in der Störungstheorie.
DOI sind Spezialfälle der Multipleoperatorintegralen
{\displaystyle \int \cdots \int \varphi (x_{1},\dots ,x_{n})\mathrm {d} E_{1}(x_{1})\operatorname {T_{1}} \mathrm {d} E_{2}(x_{2})\operatorname {T_{2}} \cdots \operatorname {T} _{n-1}\mathrm {d} E_{n}(x_{n}).}

## Doppeloperatorintegral
Die Definition des Integrales induziert direkt eine weitere Abbildung
{\displaystyle \operatorname {Q} _{\varphi }=\operatorname {J} _{\varphi }^{E,F}\operatorname {T} ,}
welche Transformator genannt wird.
Wie sich herausstellt, hängt die Definition solcher DOI sowie die Klasse der zulässigen Symbolen {\displaystyle \varphi } von der Wahl der betrachteten Operatorenräumen ab. In der ursprünglichen Betrachtung von Birman-Solomyak wurde der Operator {\displaystyle T} auf die Klasse der Hilbert-Schmidt-Operatoren {\displaystyle {\mathcal {S}}_{2}} eingeschränkt. Die Definition kann aber auf weitere Schatten-von-Neumann-Klassen respektive auf allgemeine beschränkte Operatoren {\displaystyle T} erweitert werden, so lange {\displaystyle \operatorname {Q} _{\varphi }} auch beschränkt bleibt.
Birman-Solomyak definierten nun folgendes Spektralproduktmaß {\displaystyle {\mathcal {E}}} durch
{\displaystyle {\mathcal {E}}(\Lambda \times \Delta )\operatorname {T} :=E(\Lambda )\operatorname {T} F(\Delta ),\quad \operatorname {T} \in {\mathcal {S}}_{2},}
für messbare Mengen {\displaystyle \Lambda \times \Delta \subset N\times M}, wo durch {\displaystyle \operatorname {Q} _{\varphi }} durch
{\displaystyle \operatorname {Q} _{\varphi }:=\left(\int _{N\times M}\varphi (\lambda ,\mu )\;\mathrm {d} {\mathcal {E}}(\lambda ,\mu )\right)\operatorname {T} }
für beschränkte und messbare Funktionen {\displaystyle \varphi } definiert werden kann.

## Anwendungsbeispiel aus der Störungstheorie
Wir betrachten nur einen Hilbertraum {\displaystyle H=G} und zwei beschränkte, selbstadjungierte Operatoren {\displaystyle A,B} auf {\displaystyle H}. Sei nun {\displaystyle \operatorname {T} :=B-A} und {\displaystyle f} eine Funktion auf einer Menge, die die Spektra von {\displaystyle A,B} enthält. Weiter sei {\displaystyle \operatorname {J} _{f}:=\operatorname {J} _{f}^{E,F}} der Transformator und {\displaystyle I} der Identitätsoperator. Es gilt nach dem Spektralsatz {\displaystyle \operatorname {J} _{\lambda }I=A} und {\displaystyle \operatorname {J} _{\mu }I=B} und {\displaystyle \operatorname {J} _{\mu -\lambda }I=\operatorname {T} }, daraus folgt 
{\displaystyle f(B)-f(A)=\operatorname {J} _{f(\mu )-f(\lambda )}I=\operatorname {J} _{\frac {f(\mu )-f(\lambda )}{\mu -\lambda }}\operatorname {J} _{\mu -\lambda }I=\operatorname {J} _{\frac {f(\mu )-f(\lambda )}{\mu -\lambda }}\operatorname {T} =\operatorname {Q} _{\varphi }}
und somit
{\displaystyle f(B)-f(A)=\int _{\sigma (A)}\int _{\sigma (B)}{\frac {f(\mu )-f(\lambda )}{\mu -\lambda }}(\mu -\lambda )\mathrm {d} E_{A}(\lambda )\mathrm {d} F_{B}(\mu )=\int _{\sigma (A)}\int _{\sigma (B)}{\frac {f(\mu )-f(\lambda )}{\mu -\lambda }}\mathrm {d} E_{A}(\lambda )\operatorname {T} \mathrm {d} F_{B}(\mu ).}